# Реймонд (переписна місцевість, Нью-Гемпшир)
Реймонд (англ. Raymond) — переписна місцевість (CDP) в США, в окрузі Рокінґгем штату Нью-Гемпшир. Населення — 3738 осіб (2020).

## Географія
Реймонд розташований за координатами 43°2′8″ пн. ш. 71°10′32″ зх. д. / 43.03556° пн. ш. 71.17556° зх. д. (43.035602, -71.175482).  За даними Бюро перепису населення США в 2010 році переписна місцевість мала площу 12,43 км², з яких 12,06 км² — суходіл та 0,37 км² — водойми.

## Демографія
Згідно з переписом 2010 року, у переписній місцевості мешкало 2855 осіб у 1192 домогосподарствах у складі 783 родин. Густота населення становила 230 осіб/км².  Було 1313 помешкання (106/км²).
Расовий склад населення:
| - 96,9 % — білих - 0,7 % — чорних або афроамериканців - 0,5 % — азіатів - 0,2 % — корінних американців |

До двох чи більше рас належало 1,4 %. Частка іспаномовних становила 1,6 % від усіх жителів.
За віковим діапазоном населення розподілялося таким чином: 20,9 % — особи молодші 18 років, 66,1 % — особи у віці 18—64 років, 13,0 % — особи у віці 65 років та старші. Медіана віку мешканця становила 39,5 року. На 100 осіб жіночої статі у переписній місцевості припадало 96,1 чоловіків;  на 100 жінок у віці від 18 років та старших — 94,9 чоловіків також старших 18 років.
Середній дохід на одне домашнє господарство  становив 68 745 доларів США (медіана — 60 313), а середній дохід на одну сім'ю — 82 749 доларів (медіана — 76 610). За межею бідності перебувало 13,0 % осіб, у тому числі 11,1 % дітей у віці до 18 років та 13,4 % осіб у віці 65 років та старших.
Цивільне працевлаштоване населення становило 1721 особа. Основні галузі зайнятості: освіта, охорона здоров'я та соціальна допомога — 22,9 %, роздрібна торгівля — 17,7 %, виробництво — 12,9 %, фінанси, страхування та нерухомість — 11,7 %.